# 2012年啟豐二號船員登上釣魚島事件

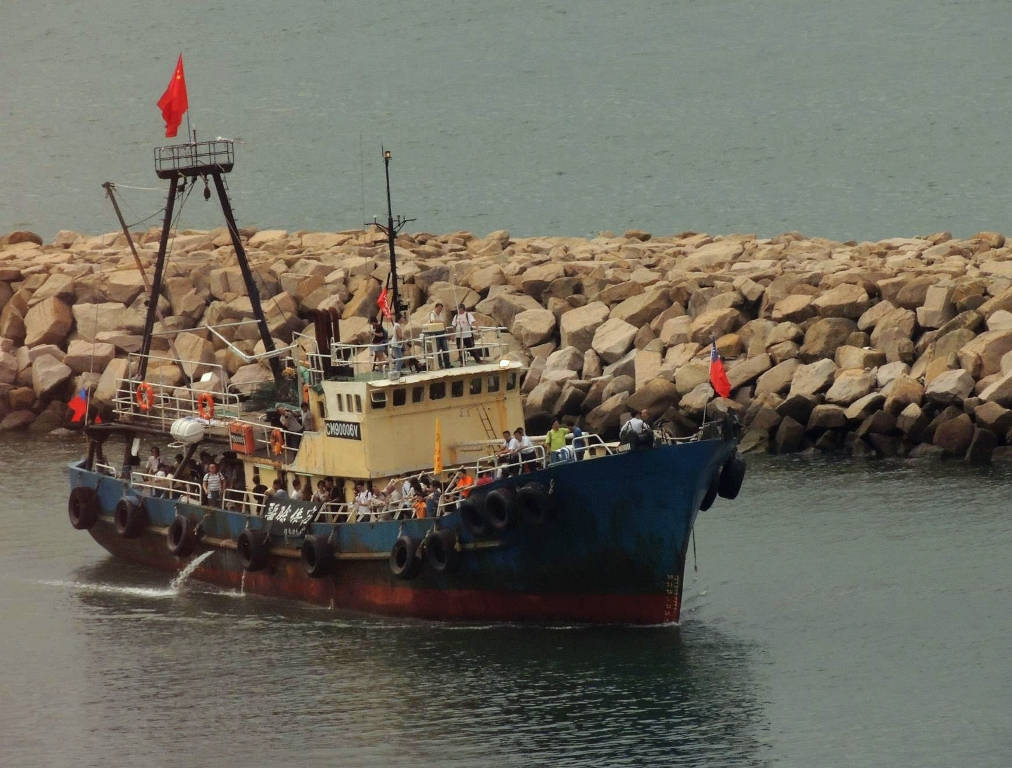
啟豐二號完成2012年保釣行動後，返回筲箕灣避風塘

2012年啟豐二號船員登上釣魚島事件發生於2012年8月，由保釣行動委員會的保釣人士聯同鳳凰衛視記者共14人乘坐香港籍漁船啟豐二號，到中國和日本、台灣有主權爭議的釣魚台列嶼宣示主權，成功在8月15日突破日本海上保安廳船隻封鎖，7名保釣人士登上釣魚台，在島上插上中華人民共和國國旗及中華民國國旗，其後全船14人均被日本警方拘捕。在中方交涉下，日方把14人遞解出境，分別乘坐飛機及啟豐二號返港。
事件引發中日兩國的外交關係緊張，日本與美國舉行聯合海上演習，而中華人民共和國發生的大規模反日示威活動，亦促使日本政府出資購買釣魚台完成「國有化」。

## 行動經過

### 出海過程
釣魚台爭議在2012年再度引起關注，世界華人保釣聯盟2012年8月3日在中國廈門召開緊急會議，決定在「抗戰勝利紀念日」8月15日展開兩岸四地人士聯合出海保釣的行動。香港保釣行動委員會8名成員(一名內地人、一名澳門人)，聯同船員4人及鳳凰衛視記者2人，共14名乘員在8月12日18時乘坐啟豐二號(船隻登記編號：CM90006V)，從香港尖沙咀碼頭出發，期間遇到海事處及水警跟蹤警告，但啟豐二號未有理會，繼續航行，在20時許駛出公海。台灣的中華保釣協會原定派出保釣船，在8月13日從宜蘭蘇澳出發，到彭佳嶼海域與其他保釣船會合。
啟豐二號以每小時7至10浬慢速航行，在8月13日抵達汕尾，因為海面風浪極大，3箱糧食被吹倒落海，剩下糧食只夠維持一天半，船員面临缺糧。啟豐二號在8月14日早上因找不到澎湖馬公港座標，故改動行程，在13時30分到達台中港補給。海岸巡防署登船盤查，並要求啟豐二號出示交通單位核發相關證件，卻無相關申請許可，依「大陸地區人民及香港澳門居民強制出境處理辦法」強制驅離。海巡署向啟豐二號提供食水後，要求盡快前往基隆港避風，但基隆港務局拒絕入港要求，同日台灣的中華保釣協會指海巡署多次向船東施壓，以致船主拒絕出海；中國的世界華人保釣聯盟亦指，受到內地部門壓力，已擱置出海，意味啟豐二號須單獨前往釣魚島。
啟豐二號原定於8月15日凌晨在基隆八斗子外海，接受海巡署登檢及補給。不過，因得悉海巡署或會出海阻撓，決定改在淡水外海獲得小量物資後，直接啟程前往釣魚台。
日本政府在8月14日於首相官邸的危機管理中心，成立情報聯絡室，密切監察啟豐二號動向。

### 登陸釣魚島

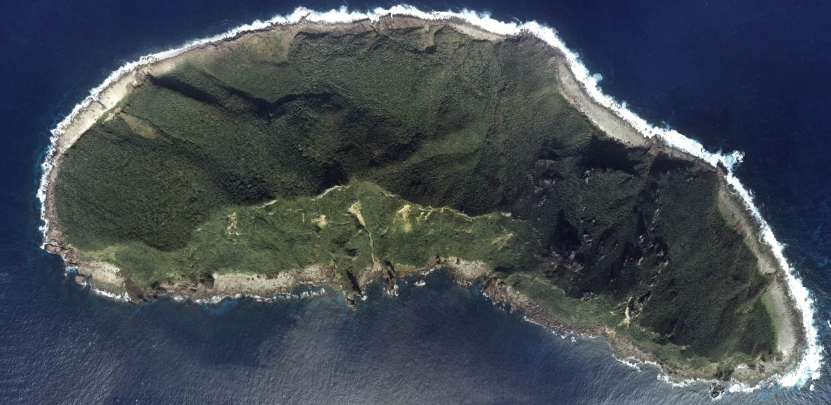
啟豐二號7名保釣人士成功登陸的釣魚島

啟豐二號在8月15日11時許，進入釣魚島50海浬範圍，期間4艘日本海上保安廳艦艇沿途監視，約一小時後，海上保安廳艦艇增至6艘，並逼近啟豐二號，距離僅約30米，但未作出阻攔。在14時許，海上保安廳艦艇增至12艘，直升機在上空監視，並以兩艘大型艦艇夾迫航行，不時鳴笛要求改道，但啟豐二號堅持前行。15時到達釣魚島15海浬處，海上保安廳以9艘艦艇包圍啟豐二號，再向駕駛艙發射水炮，並發出警告表明會強行攔截，派出快艇企圖阻止啟豐二號前進。約下午16時，啟豐二號在距離釣魚島3浬處，被海上保安廳艦艇左右夾擊，導致船頭及導航系統損毀，而保釣人士一邊向艦艇拋擲磚頭、竹竿還擊，一邊強行前進，最終在16時26分(日本標準時間17時36分)在釣魚台近岸地方擱淺，7名保釣人士放下已準備的木梯，涉水登陸釣魚島，揮動中華人民共和國國旗和中華民國國旗，而曾健成利用無綫電高唱中華人民共和國國歌。7名率先涉水登島的保釣成員，依次是古思堯、楊匡、王化民、盧松昌、伍錫堯（澳门人）及方曉松（河南人），船主羅堪就與保釣行動委員會召集人曾健成曾一度登島，但稍後返船看守「啟豐二號」。

### 遭日本拘捕及釋放
數十名日本海上保安官及警員在釣魚島上嚴陣以待，沖繩縣警方以「非法入境」罪名拘捕5名登島的保釣人士，而日本海上保安廳則以涉嫌違反《出入境管理及难民认定法》為由，逮捕啟豐二號上另外9人。14名乘坐啟豐二號的保釣人士、船員及鳳凰衛視記者，當晚分兩派移送到沖繩縣石垣市，翌日由海上保安廳船艦轉到沖繩那霸拘查，期間被帶上手銬，被分散扣留在那霸等4座警署。
中國外交部副部長傅瑩在8月15日緊急召見日本駐華大使丹羽宇一郎，並與日本外務副大臣山口壯通電話，就日方在釣魚島非法抓扣中國公民事提出嚴正交涉，重申中國對釣魚島及其附屬島嶼擁有主權的立場，並要求日方確保14位中國公民安全並立即無條件放人。同晚，日本外務省事務次官佐佐江賢一郎緊急召見中國駐日大使程永華，就香港保釣行動委員會成員登島一事提出抗議，日本首相野田佳彥亦表示將按照日本法律嚴肅處理，程永華則向日方表明嚴重關切。8月16日，中國外交部副部長張志軍致電給日本外務省常務副外長佐佐江賢一郎，再次就日本非法抓扣中國公民及船只提出嚴正交涉和抗議，敦促日方立即無條件放人放船，要求日方確保中方人員的人身安全、尊嚴和基本權利。中國駐日使領館工作組抵達沖繩探望了被捕人員，並與日方交涉處理有關事宜。
香港行政長官梁振英在8月15日晚上22時15分，召見日本駐港總領事隈丸優次，重申釣魚島和其附屬島嶼自古以來就是中國領土，香港居民多年來對島嶼有強烈感情，不希望見到日本政府作出任何被香港居民視為挑釁性的行為；要求日本政府不能有任何危及香港居民和其他中國公民的人身和財產安全的作法；促請日本政府盡快釋放所有香港居民和其他中國公民。香港入境處、駐東京經貿辦人員，聯同中国驻日大使馆及駐福岡領使館的4人小組，在8月16日先後到4間警署探望其中5名被扣人士，並代為聯絡他們在港家人報平安。同日中午，凤凰卫视向日本驻港总领事馆递交照会，要求日方立即释放凤凰卫视的两名在押记者，恢复记者采访权利，并交还被扣押的所有物品:365。
澳門特區政府同日發表聲明稱，全力支持外交部要求日方不能有任何危及中方人員、財產安全的作法的宣示，與外交部駐澳門特派員公署保持密切聯繫，爭取被扣留的澳門居民盡早安全返回。中華民國外交部則重申釣魚台列嶼為中華民國固有領土﹐要求日方為降低緊張，維護區域穩定，儘速釋放香港保釣人士。
9名被捕的香港保釣人士在8月16日晚上移交日本入境管理局，而日本沖繩縣警方在8月17日上午，把扣留的5名保釣人士移交給福岡入境管理局那霸支局。海上保安廳以未造成人員傷亡以及巡視船沒有明顯受損為由，對保釣人士的刑事責任不予追究。沖繩縣警方在啟豐二號調查後，亦未發現武器和其他違法物品，同樣不追究刑事責任，日本政府最終於8月17日決定對14人強制遣返，且5年内不得再次入境日本:366。

## 返港

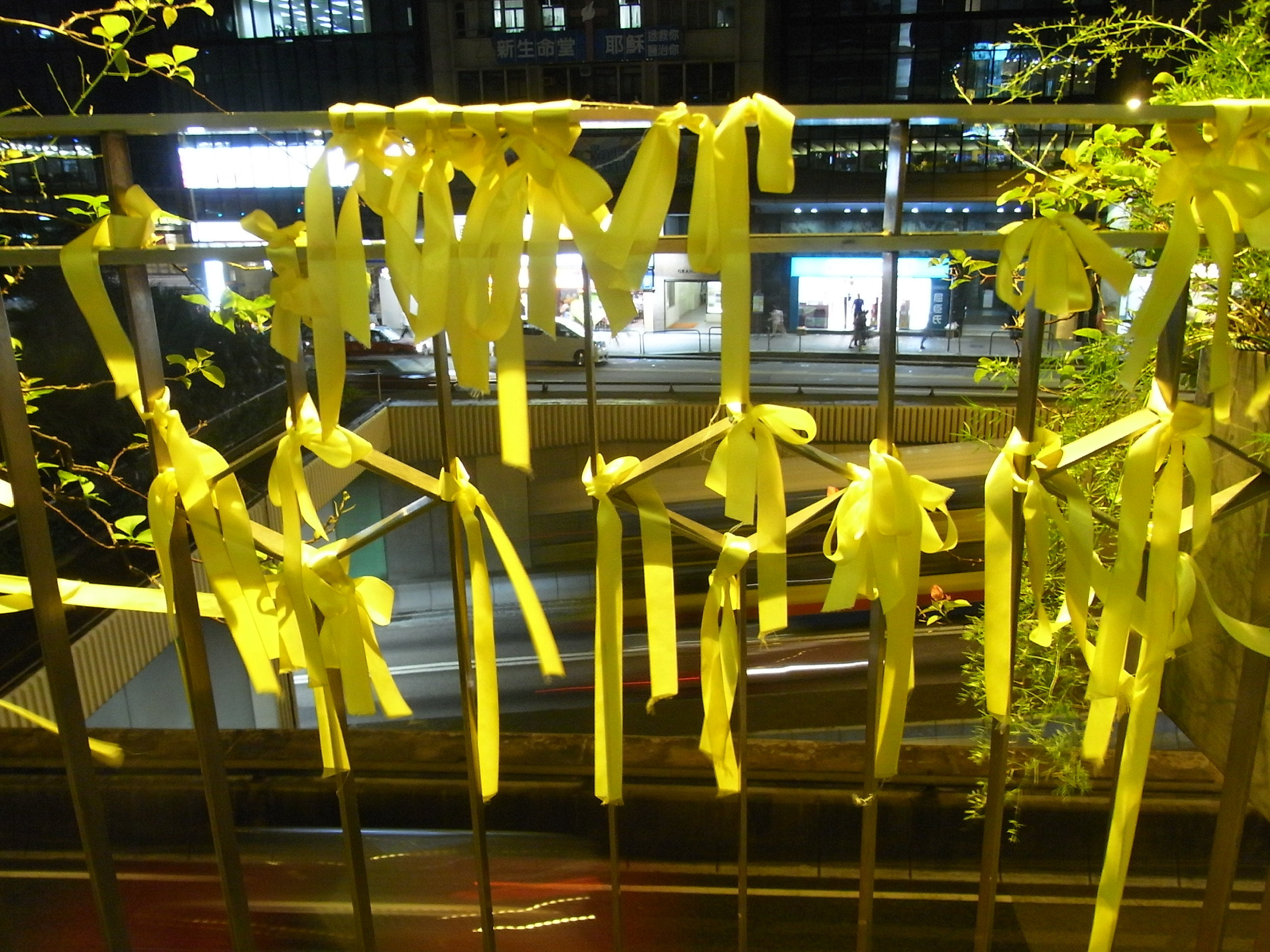
市民在中環干諾道中綁上黃絲帶，向登島保釣人士致敬

曾健成、古思堯、盧松昌、伍碩堯、方曉松以及鳳凰衛視兩名記者，在8月17日從沖繩那霸乘香港快运航空UO657航班直航客機回港。19时50分许飞抵香港国际机场，受到在場人士的熱烈歡迎，凤凰卫视董事局主席刘长乐也到场迎接:365。保釣行動委員會成員和部分家屬上前獻花及為他們在頸上戴上花环。古思堯在接受現場記者的採訪時，當著直播鏡頭向在背後與他爭執的伍錫堯爆粗，該幕被上傳YouTube後不足一週，獲得三十萬點擊率，網民稱許伍锡尧「仗義每多屠狗輩」、「有袁崇煥遺風」。
至於羅堪就、楊匡等7名保釣人士由沖繩縣那霸市，轉往石垣島，由多名持槍的日本警察押解他們登上日本海上保安廳船隻，再登上啟豐二號原船返港。期間，日本海上保安廳派船引領出公海，交由中國海監船接力護航，而香港特區政府則會派出海事船接應，護送返港。8月21日晚上啟豐二號返抵香港海域，翌日清晨駛到長洲碼頭辦理入境手續。中午駛到尖沙咀公眾碼頭舉行返航歡迎儀式，近千名市民現場迎接，有市民帶同自製標語及橫額到場，其後前往筲箕灣避風塘進行維修。

## 主要成員
啟豐二號14名乘员名单：
| 姓名   | 来自     | 身份                 | 职业                                                                                                   |
| ------ | -------- | -------------------- | --- |
| 楊匡   | 香港     | 船長，登岛者         | 前綫執委、冷氣維修員                                                                                   |
| 羅堪就 | 香港     | 啟豐二號船主，登岛者 | 社民連成員、民間電台及世界華人保釣聯盟成員                                                             |
| 曾健成 | 香港     | 船员，登岛者         | 前香港立法局議員、前東區區議會議員、社民連常委、民主救港力量召集人、保釣行動委員會召集人及民間電台台長 |
| 古思堯 | 香港     | 船员，登岛者         | 香港街頭示威活躍份子                                                                                   |
| 伍錫堯 | 澳門     | 船员，登岛者         | 澳門五邑鄉親同盟會會長                                                                                 |
| 王化民 | 香港     | 船员，登島者         | 公民黨新界西支部執委                                                                                   |
| 卢松昌 | 香港     | 船员，登岛者         | 专科学校教师                                                                                           |
| 方晓松 | 中国内地 | 船员，登岛者         | 河南人，深圳个体户                                                                                     |
| 张金满 | 香港     | 机关长               | 香港長洲渔民                                                                                           |
| 郭容明 | 香港     | 船员                 | |
| 张伟民 | 香港     | 船员                 | 香港長洲渔民                                                                                           |
| 张伟强 | 香港     | 船员                 | 香港長洲渔民                                                                                           |
| 梁培锦 | 香港     | 船员                 | 凤凰卫视摄影师                                                                                         |
| 蒋晓峰 | 中国内地 | 船员                 | 凤凰卫视记者                                                                                           |

## 各方反應
- 中國內地民眾反日示威
- 香港團體到日本駐港領事館抗議
- 日本國內動議立法重罰日後非法登島的人士
- 香港記者協會抗議日本粗暴對待香港採訪記者

## 相關事件
- 韩国总统李明博于8月10日登上独岛，引起日韩纠纷，14日李明博又要求日本天皇为历史问题道歉，日韩关系恶化，日韩与日中矛盾同时成为日本外交纠纷。
- 东京都政府购买钓鱼岛构想
- 2012年中国反日示威活动

## 外部連結
影片
- 海上保安廳拍攝啟豐二號片段(產經新聞上載)：第1部分（页面存档备份，存于）、第2部分（页面存档备份，存于）、第3部分（页面存档备份，存于）

傳媒網站專題
- 事件追蹤：保釣運動（页面存档备份，存于），NOW新聞
- 新聞專題：香港保釣人士登上釣魚島（页面存档备份，存于），香港電台
- 新聞專題：保衛釣魚台（页面存档备份，存于） ，香港文匯報